# 伊香保おもちゃと人形自動車博物館
伊香保おもちゃと人形自動車博物館（いかほおもちゃとにんぎょうじどうしゃはくぶつかん）は、群馬県北群馬郡吉岡町にある博物館。
「昭和」をテーマにしたレトロテーマパークとなっており、来館者は年間40万人と、私設の博物館としては日本最大になっている。

## 展示
- おもちゃと人形博物館
  - 昭和30〜40年代の街並みを再現し、ブリキのおもちゃ、世界各国の珍しい人形を展示。
  - 貴重な「福松人形」など江戸時代の人形の展示から昭和のおもちゃを展示。
- 昭和レトロパーク 駄菓子屋横丁
  - 昭和の街並みを再現。
- テディベア博物館
  - 100年以上前のアンティークベアなど世界各国の2000体のテディベアコレクションを展示。
- 自動車博物館
  - 国産クラシックカーを中心に95台を展示。 - 1967年式トヨタ2000GTなど
- ミニミュージアム
  - BMC社のクラシックミニなど27台展示。
- 昭和スターロマン館
  - 1980年代のアイドルのレコードジャケット800点、ポスター200点を展示。
- イニシャルD藤原豆腐店
  - 漫画『頭文字D』の実写版映画『頭文字D』で主人公の実家として使用された渋川市の豆腐店を再現。
  - 渋川市に実在した「藤野屋豆腐店」を移築、主人公 藤原拓海の乗るスプリンタートレノAE86(ハチロク）を再現。
- ミニタリーゾーン
  - 第二次世界大戦で使われたアメリカの戦車「M4シャーマン」ドイツの「ティーガ」を実物大で再現して展示。
- プロレスミュージアム
  - 各種プロレス関連のグッズを展示。 - 初代タイガーマスク使用のガウン、ジャイアント馬場のリングシューズ、力道山の昭和33年優勝カップなど。
- 三丁目の夕日
  - 映画『ALWAYS 三丁目の夕日』をイメージし、「鈴木オート」舞台セットを再現。
- シネマワールド
  - 森の中に名画ポスター120枚を展示。
- ルート66ガーデン
  - アメリカの田舎町のイメージを再現したガーデン。
- 世界のワイン&ビール
  - 1990年代のワインや、世界各地のビールコレクションを展示。 - イタリア フェラーリ社のスパークリングワイン、フランス モエ・エ・シャンドン社の「ドン・ペリニヨン (ワイン)」など。
- チョコレートファクトリー
  - チョコレートの製作工房
- カーイラストレーター「林部研一」博物館
  - 林部研一の作品を館内に展示。
- GHOST HOUSE
  - お化け屋敷

## 利用情報
- 開館時間 - 9:30~18:00（4月25日から10月31日）、9:30~18:00（11月1日から4月24日）。最終入館は閉館45分前まで
- 休館日 - 年中無休
- 入館料 - 大人1300円、中学生・高校生900円、幼児（4歳から）・小学生450円（団体割引・障害者割引あり）
- 交通アクセス - JR渋川駅より群馬バス「上の原」バス停」下車

## 前橋別館
2016年（平成28年）に前橋市内の中央通り商店街まちなかサロンの一画、スズラン前橋店本館、北海亭前橋本店の3箇所に展示施設を開設して「前橋別館」とした。しかし、2021年（令和3年）にスズラン前橋店本館、2023年（令和5年）10月末に中央通り商店街まちなかサロンでの展示を終了し、北海亭前橋本店での展示も終了することになった。